# ونک (فراهان)
ونک روستایی در دهستان تلخاب بخش خنجین شهرستان فراهان استان مرکزی ایران است.

## جمعیت
بر پایه سرشماری عمومی نفوس و مسکن در سال ۱۳۹۵ جمعیت این مکان ۱۶۴ نفر (۵۸خانوار) بوده‌است.